# Nitouche

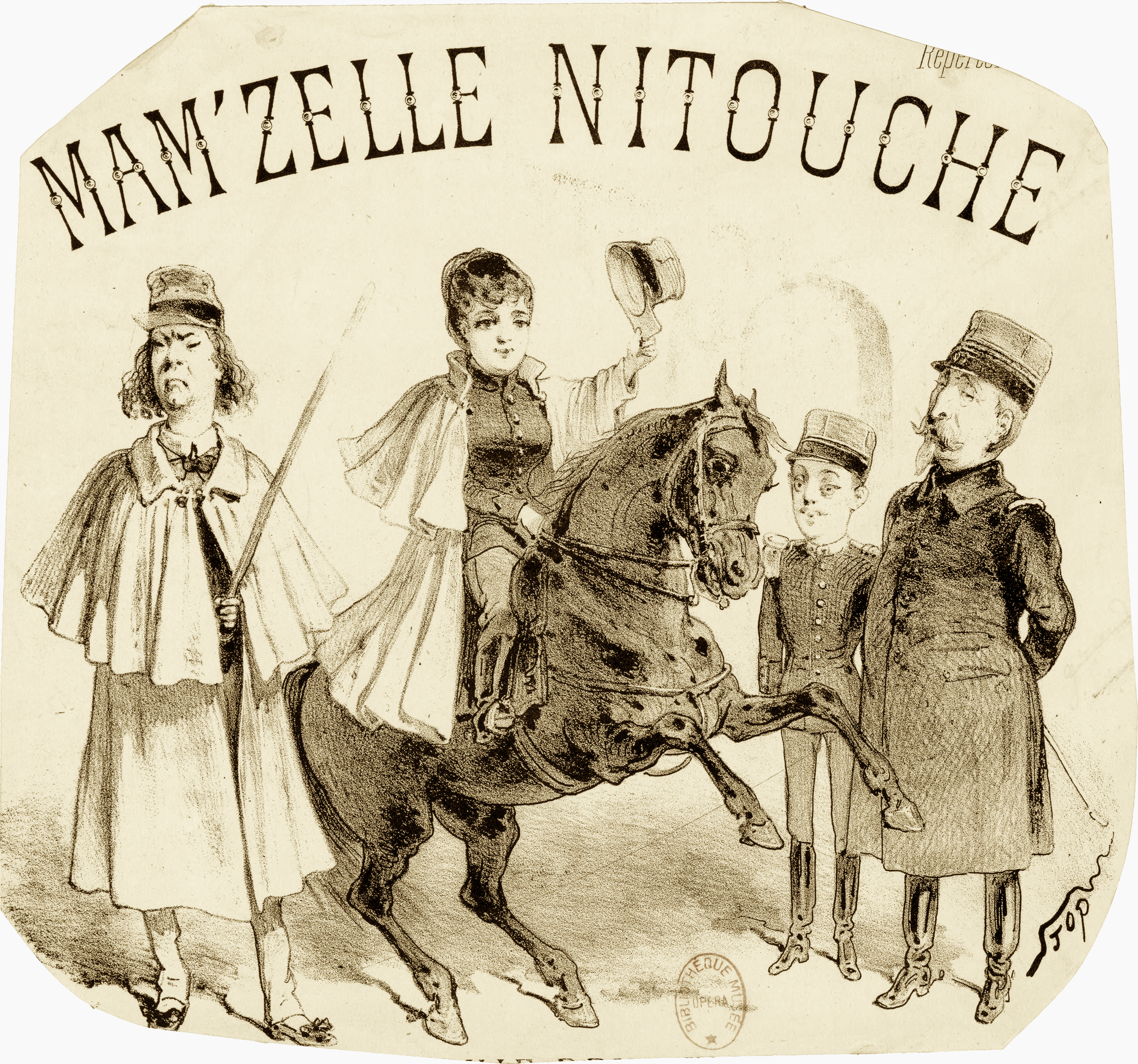
Afisz teatralny

Nitouche (fr. Mam’zelle Nitouche) – komediooperetka Florimonda Rongera (Hervé) w trzech aktach. Libretto zostało napisane przez Henriego Meilhaca i Alberta Millauda. Prapremiera odbyła się w Paryżu w dniu 26 stycznia 1883. Premiera polska odbyła się w Warszawie w dniu 24 kwietnia 1886.

## Treść
Akcja rozgrywa się w prowincjonalnym francuskim miasteczku w drugiej połowie XIX w.

### Osoby
- Denise de Flavigny zwana Nitouche (pol. Niewiniątko) – wychowanka klasztoru, wkrótce ma wyjść za mąż za Fernanda de Champlatreux
- Celestyn vel Floridor – organista, nauczyciel muzyki w klasztorze. W tajemnicy (posługując się pseudonimem Floridor) napisał operetkę.
- Korynna – śpiewaczka operetkowa.
- Matka Przełożona – wychowawczyni Denise
- Major Château-Gibus – brat Matki Przełożonej, wielbiciel Korynny
- Fernand de Champlatreux – oficer, zaręczony zaocznie z Denise de Flavigny

### Akt I
Celestyn wybiera się do klasztoru na poranną lekcję śpiewu z panienkami w klasztorze. Nieoczekiwanie napotyka Majora Château-Gibus, który tej nocy przepędził go z garsoniery śpiewaczki Korynny. Na szczęście przechodzi, nie rozpoznając Celestyna i udaje się do swojej siostry, która jest matką przełożoną w klasztorze. Major Château-Gibus przyprowadził ze sobą Fernanda de Champlatreux, aby przedstawić go narzeczonej. Po skończonej lekcji śpiewu Celestyn zostaje sam na sam z Denise, która oznajmia, że odkryła jego sekret. Znalazła partyturę operetki Celestyna-Floridora i marzy o tym, by wybrać się na nią do teatru. Jest zafascynowana utworem i nauczyła się całych partii na pamięć. Rozmowę przerywa Matka Przełożona wprowadzając Fernanda. Ponieważ reguła zakonna zabrania wizyt oficerów w klasztorze, może on jedynie porozmawiać z Denise poprzez zasłonę, nie widząc jej. W rozmowie przekazuje jej list z informacją od jej rodziców – baronostwa de Flavigny. Rodzice proszą o odesłanie panny Denise do Paryża dzisiejszym pociągiem o ósmej, gdzie odbędą się oficjalne zaręczyny. Matka Przełożona wyznacza Celestyna na opiekuna Denise w czasie podróży. Nie jest mu to na rękę, ponieważ na ten wieczór planowana jest premiera jego operetki. Wynajduje rozwiązanie: wieczorem zamknie Denise w hotelu, sam pójdzie na premierę. Po premierze odwiezie Denise do Paryża ostatnim pociągiem o północy.

### Akt II
W teatrze wszyscy oczekują na Floridora. Korynna jest zazdrosna, bo słyszała, że był on dziś widziany z młodą dziewczyną. Tymczasem Major Château-Gibus zamierza zrobić jej scenę zazdrości po wczorajszej nocy, a Floridorowi obciąć uszy. Gdy ten się pojawia, zaczyna się między tą trójką awantura, którą przerywa początek drugiego aktu operetki. Wtem wchodzi Denise, która wymknęła się z hotelu. Tutaj spotyka ją Fernand. Nie rozpoznaje narzeczonej, z którą rozmawiał jedynie przez kotarę, lecz jest nią oczarowany. Denise przedstawia mu się jako panna Nitouche, miłośniczka twórczości Floridora. Scenę podsłuchuje Korynna i wpada w szał w zazdrości. Zorientowała się, że to jest ta dziewczyna, z którą widziano Floridora wieczorem i w gniewie oznajmia, że nie wystąpi w trzecim akcie. Następnie ostentacyjnie opuszcza teatr. Jedynym wyjściem jest obsadzenie w operetce panny Nitouche, która przecież zna tekst na pamięć. Po krótkiej próbie Denise-Nitouche w przebraniu zostaje wypchnięta na scenie i, mimo że jest nieprzygotowana, zdobywa wielkie brawa u publiczności. Fernand wyznaje jej miłość. Tymczasem Major ściga Floridora krzycząc, że zaraz obetnie mu uszy.

### Akt III
Koszary pułku dragonów. Patrol doprowadza parę przyłapaną w podejrzanych okolicznościach: Denise i Celestyna, którzy uciekali przez okno teatru. Oficerowie rozpoznają w nich śpiewaczkę i kompozytora dzisiejszej operetki, więc zapraszają ich na szampana. Para nie odmawia, ponieważ ostatni pociąg do Paryża dawno odjechał i muszą czekać do rana. Nadchodzi Fernand ze spuszczoną głową. Sądził, że panna Nitouche odjechała ostatnim pociągiem, którego nie udało mu się dogonić. Na nieszczęście nadchodzi także Major Château-Gibus. Mimo że Denise i Celestyn są przebrani w dragońskie mundury, Major rozpoznaje ich i oboje muszą uciekać przed jego gniewem. O świcie docierają... z powrotem do murów klasztornych i muszą wymyślić, jak wytłumaczyć się Matce Przełożonej. Denise opowiada jej następującą wersję wydarzeń: w czasie drogi organista Celestyn powiedział jej, że musi wyjść za mąż za Fernanda, a wówczas ona płaczem wymusiła na nim powrót, ponieważ czuje powołanie do życia klasztornego. Nadchodzi również Major z wiadomością: Fernand nie zamierza poślubić Denise, ponieważ wczoraj zakochał się w jakiejś aktorce operetkowej. Denise orientuje się dopiero teraz, kto był przeznaczonym jej narzeczonym. Pod pretekstem nawrócenia go na drogę cnoty uzyskuje zgodę Matki Przełożonej na rozmowę z Fernandem przez parawan. Para rozpoznaje się i wyznaje sobie wzajemne uczucia. Matka Przełożona zastaje parę całującą się i tulącą do siebie. Denise wyjaśnia jej, że poświęca się, aby ratować Fernanda od mezaliansu z aktorką.

## Ekranizacje
- Mam’zelle Nitouche (1931, reż. Marc Allégret)[3]
- Mam’zelle Nitouche (1954, reż. Yves Allégret)[4]